# NORDEL

In grün der Netzbereich NORDEL

NORDEL war ein Gremium für die Zusammenarbeit zwischen den der skandinavischen bzw. nordeuropäischen Übertragungsnetzbetreibern in
- Finnland
- Norwegen
- Schweden
- den östlichen Gebieten Dänemarks (Seeland, Lolland und Falster)
- Island (Sonderfall, s. u.).

Es wurde 1963 gegründet und am 1. Juli 2009 aufgelöst; alle operativen Aufgaben wurden der ENTSO-E übertragen.
NORDEL war die Bezeichnung für das mit Dreiphasenwechselstrom betriebene elektrische Verbundsystem in den o. g. Staaten; Island stellte aufgrund der räumlichen großen Entfernung technisch ein Inselnetz dar (im technischen Sinne), welches von der Organisation NORDEL administrativ betreut und autonom betrieben wurde.
Aus technischen Gründen kann das Netz der NORDEL nicht direkt mit den zentraleuropäischen UCTE-Netz verbunden werden. Die Netze weisen zwar bezüglich der Netzfrequenz den gleichen Nennwert von 50 Hz auf, konkrete Abweichungen und Phasenlagen der Netzfrequenz sind aber unterschiedlich, d. h. die Netze sind zueinander asynchron.
Elektrische Energie kann zwischen diesen Netzen nur in Form von Gleichstrom übertragen werden, über Hochspannungs-Gleichstrom-Übertragungen (HGÜ) oder HGÜ-Kurzkupplungen (GKK). Zum UCTE-Netz bestehen HGÜ-Verbindungen in Form mehrerer Seekabel wie Konti-Skan, HGÜ Cross-Skagerrak oder NorNed. Zur russischen Regelzone IPS/UPS besteht in Finnland die HGÜ-Kurzkupplung Wyborg, welche die einzige elektrische Verbindung zwischen Russland und Finnland darstellt.
Die skandinavischen Netzbetreiber der NORDEL sind wie die zentraleuropäischen Netzbetreiber der UCTE im Verband Europäischer Übertragungsnetzbetreiber (ENTSO-E) organisiert.